# Władysław Rozwadowski (hrabia)
Władysław Rozwadowski herbu Trąby (ur. ok. 1812, zm. 30 września 1876 w Oberdöbling) – hrabia, c. k. urzędnik.

## Życiorys
Urodził się około 1812. Wywodził się z linii rodu Rozwadowskich herbu Trąby, która otrzymała tytuł hrabiowski w Imperium Rosyjskim 29 czerwca 1872 (potwierdzenie 15 września 1875). Był przyrodnim bratem hr. Florestana Rozwadowskiego.
W 1831 mając 19 lat przystąpił do walk powstania listopadowego. Rozkazem Naczelnego Wodza gen. Jana Skrzyneckiego z 7 marca 1831 z oddziału złotej chorągwi został podporucznikiem w 5 pułku ułanów i odkomenderowany do sztabu Naczelnego Wodza. Jako podporucznik ze sztabu przybocznego 25 maja 1831 został odznaczony Krzyżem Złotym Orderu Virtuti Militari (nr 1189).
Został właścicielem dóbr Wilcza Góra, Hruszów i Czerniawka, Kłonice, Kochanówka, Rajtarowice. Był członkiem Stanów Galicyjskich. Sprawował stanowisko c. k. generalnego koniuszego dworu austriackiego i szefa sekcji w C. K. Ministerstwie Rolnictwa w Wiedniu od 1868 do 7 lipca 1872. Potem przeniesiony w stan spoczynku.
19 listopada 1868 został mianowany c. k. podkomorzym (przyrzeczenie złożył 25 listopada 1868). 26 stycznia 1870 otrzymał tytuł rzeczywistego tajnego radcy. Został kawalerem honorowym maltańskim, kawalerem Orderu Joannitów.
Po upadku powstania 1831 zawarł związek małżeński z rozwódką. Jego żoną była Maria Markowska herbu Bończa. Zmarł 29 wieczorem lub 30 września 1876 w Oberdöbling pod Wiedniem. Został pochowany 1 października 1876. Jak donoszono w prasie austriackiej, pogrzeb zgromadził garstkę żałobników, jako że prawie nikomu nie była wiadoma jego śmierć ani pochówek. Miesiąc później, 30 października 1876 wdowa po nim została przyjęta na audiencji przez cesarza Franciszka Józefa. Potem przebywała w Kochanówce i w Krakowcu. Ich córkami były Maria (od 1853 żona br. Seweryna Horocha) i Jadwiga (właścicielka Kochanówki i Wilczej Góry).